# ジョルジュ・ブーランジェ
ジョルジュ・エルネスト・ジャン＝マリー・ブーランジェ（Georges Ernest Jean-Marie Boulanger、1837年4月29日レンヌ - 1891年9月30日ブリュッセル）はフランスの軍人・政治家。大衆的人気を背景にナポレオン3世のような政権奪取の野望を抱き、政府を震撼させたが失敗に終わった第3共和制下の反議会主義的政治運動ブーランジェ事件の主役である。

## 経歴
陸軍士官学校を出て1856年に陸軍に入隊し、アルジェリア、イタリア、コーチシナ、そして普仏戦争に歴戦し名声を得た。1880年に准将となり、1882年に国防省の歩兵司令官に任命され、彼は軍の改革者として名を馳せることになる。1884年にはチュニス占領軍司令官に任命されたが、駐在官との対立により召還された。パリに戻った後、ジョルジュ・クレマンソーと急進派（のちの急進党）を後ろ盾にして政界に名乗りを挙げた。
1886年1月に急進派の援助でフレシネ内閣が発足すると、ブーランジェは国防大臣のポストを得た。
ブーランジェが人気を得たのは国防大臣としてであった。彼は一般兵士の利益になるような軍の改革（軍隊からの王族の排除、兵制の民主化などの共和主義的改革）や、ドゥカズビル炭坑ストの際に坑夫に同情して軍隊に衝突を回避するよう呼びかけたりするなどして民衆の支持を得、「ブーランジェ（フランス語でパン屋の意）が我々を食わせてくれる」といわれた。さらにドイツに復讐すべきことを訴え、まさにその復讐のために生まれた男といわれるようになった。
1886年12月にフレシネが敗れてゴブレ内閣が成立しても彼は国防大臣のポストに留まった。独仏国境間の緊張をもたらしたシュネブレ事件（1887年4月）では、対ドイツ強硬姿勢をとったため、普仏戦争の敗北以後報復熱に燃えていた国民に迎えられた。しかし1887年5月にルーヴィエ内閣に代わるとその人気を警戒されて閣僚を外され、のちに軍籍を剥奪されたが、まもなく地位を回復し、憲法改正を強硬に主張した。彼は政界では少数派であり、彼の活動は大衆の支持を維持する面に向けられた。

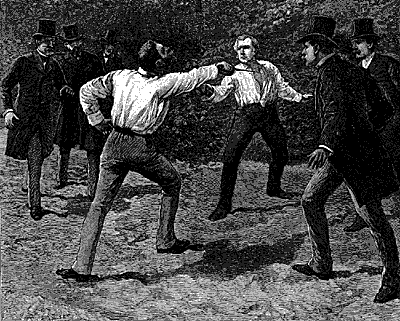
フロケ首相と決闘するブーランジェ

1888年7月には改憲反対派のフロケ首相と口論の末決闘に及び、ブーランジェは負けたが、民衆の支持はかえって盛り上がり圧倒的支持を受けた。こうしてブーランジェ運動（ブーランジスム）は最高潮に達し、共和制に不満を抱く急進派のほか、ボナパルティストや王党派、パリ伯ルイ・フィリップ・ドルレアン（ルイ・フィリップの孫）など保守派の多くも彼の支持に回って、反共和制各派が彼のもとに大同団結する様相を呈した。
「議会解散、憲法改正、制憲議会」をスローガンに1889年1月27日の補欠選挙で彼が圧勝するや5万人の群集が集結し、ブーランジストたちは彼がクーデターで政権を奪取するよう促した。ところが彼は決行をためらい機会を逸した。まもなく政府は反逆罪容疑で彼に対する逮捕状を発した。彼は4月1日にパリを逃れブリュッセルへ、ついでロンドンへ亡命し支持者たちを落胆させた。彼の逃亡後、支持は急速に低落し、1889年9月22日の議会選挙ではブーランジェ派は敗れ、ブーランジェは欠席裁判で有罪を宣告された。
彼自身はフランスに近いイギリス領チャネル諸島ジャージー島に住んでいたが、後にブリュッセルで彼の愛人だったマルグリット・ド・ボヌマンス夫人の死（1891年7月）を嘆いて、彼女の墓前でピストル自殺した。彼も同じ墓地に埋葬された。
彼の生涯を描いた小説に、大佛次郎の『ブウランジェ将軍の悲劇』がある。